# Basilica di Sant'Antonio (Giarratana)
La chiesa di Sant'Antonio è una chiesa di Giarratana, in Sicilia, dedicata a sant'Antonio abate.

## Storia
La chiesa è documentata già nel Trecento come "chiesa sacramentale" e in essa si venera "da tempo immemorabile" (ab immemorabili) l'immagine della Madonna della Neve Patrona del Paese.
La chiesa di Sant'Antonio Abate veniva rasa al suolo in seguito al disastroso sisma del 1693.
L'opera di ricostruzione iniziava nei primissimi anni del XVIII secolo nella parte più alta dell'abitato. Il tempio già nel 1748 era ricostruito ed adibito al culto, tuttavia, fu consacrato solo il 21 settembre 1783 dal vescovo Giovanni Alagona.

## Descrizione
L'alta facciata è in stile barocco e domina l'attuale abitato, essa è attribuita all'architetto Mario Diamanti per le analogie con la facciata della chiesa di San Sebastiano a Palazzolo Acreide.
Il prospetto è suddiviso in tre ordini architettonici ornati da semicolonne. Il terzo ordine della facciata è adibito a cella campanaria.
Sul portone principale troneggia un'aquila bicipite in pietra asfaltica con la scritta "PRIMA BASILICA". Nel secondo ordine spicca una grande vetrata istoriata, che raffigura Sant'Antonio e la Madonna della Neve, mentre i lati del prospetto ospitano le statue di San Francesco di Paola e di Sant'Antonio di Padova, opere del Moschetto.
Nella cella campanaria è collocata la campana maggiore, risalente al 1647, recante l'incisione latina di dedicazione alla Madonna della Neve patrona ("Elegerun(t) et eligun(t) vene(ra)bilem immaginem sancta(e) Mariae ad Nives Patrona(e) civitatis jarratanae et veneratam in basilicae ecclesia sancti Antonii Abatis. Ora pro nobis").
L'interno è a tre navate, decorate con stucchi dorati con foglia ad oro zecchino (lavorazione a bolo e acqua), pregevoli in particolare le dorature e gli stucchi nella navata centrale e nelle cappelle del Santissimo Sacramento, dell'Addolorata e di Sant'Antonio attribuiti alla scuola del Serpotta.
Il pavimento della navata centrale presenta una rara alternanza di pietra asfaltica e piastrelle di maiolica della fine del Settecento. Da notare anche due acquasantiere scolpite in pietra asfaltica.
La cappella dell'Addolorata, posta sulla navata di destra, viene visitata nel periodo della Quaresima, infatti, in prossimità della Settimana Santa si celebra la "Settina" alla Madonna dei Dolori.

## Opere d'arte

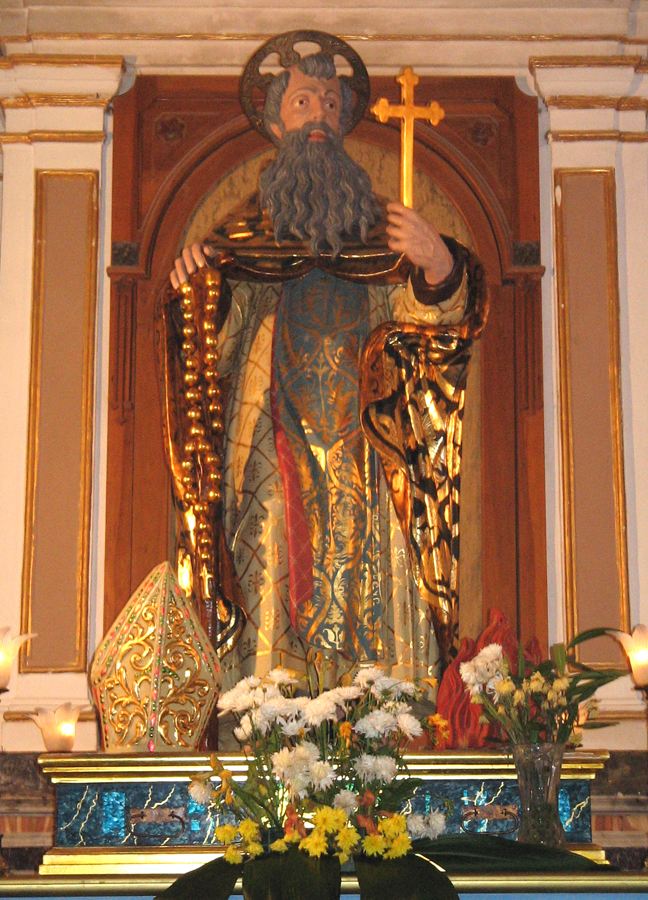
Statua di sant'Antonio Abate.

Sull'altare maggiore è stata realizzata la monumentale cappella che custodisce la cinquecentesca statua della Patrona Maria SS. della Neve, unitamente al baldacchino. La statua della Madonna della Neve proviene dall'antico abitato pre terremoto, interamente dorata con foglia ad oro e decorata con pitture floreali, il baldacchino è della prima metà del Settecento, in stile barocco classico dorato con foglia oro.
Nel presbiterio il coro in legno scolpito fa da cornice al soglio presbiteriale, quest'ultimo riccamente decorato e dorato.
All'interno della chiesa sotto il pavimento delle tre navate, sono sepolti cittadini illustri e membri di importanti famiglie del paese.
Nella chiesa si conservano, oltre alla cinquecentesca statua della Patrona insieme al baldacchino settecentesco:
- una tela del Ragazzi (San Francesco di Paola e san Corrado), nella navata sinistra accanto alla cappella del Santissimo Sacramento;
- una statua di Sant'Antonio del 1626, proveniente dall'antico abitato;
- una tela raffigurante la Gloria o estasi di Sant'Antonio forse attribuibile alla scuola del Novelli, della prima metà del Seicento;
- dipinto della Madonna della Neve, realizzata dal sacerdote Gaetano Distefano, nel 1865, posto sopra l'ingresso alla sagrestia, in fondo alla navata di destra;
- tela del Martirio di santo Stefano, attribuita al Mauri, nella navata di sinistra;
- statua della Madonna Assunta in cielo del 1904, opera di Giuliano da Palazzolo Acreide;

due magnifiche acquasantiere scolpiti in pietra pece.